# Sibiril
Sibiril è un comune francese di 1 294 abitanti situato nel dipartimento del Finistère nella regione della Bretagna.

## Società

### Evoluzione demografica
Abitanti censiti

## Monumenti e luoghi d'interesse
- Castello di Kérouzéré